# Clearco II de Heracleia Pôntica
Clearco e Oxatres foram tiranos de Heracleia Pôntica, eles eram filhos de Dionísio, outro tirano, e de Amástris, sobrinha de Dario III.

## Família
Dionísio era filho de Clearco, tirano de Heracleia Pôntica.
Dionísio, em seu segundo casamento, casou-se com Amástris, filha de Oxatres, irmão de Dario III. Amástris era prima de Estatira II, filha de Dario que  Alexandre tomou por esposa após ter matado seu pai; elas foram criadas juntas e eram muito amigas. Quando Alexandre se casou com Estatira, ele deu Amástris em casamento a Crátero, mas quando Crátero casou-se com Fila, filha de Antípatro, Amástris, com o consentimento de Crátero, foi viver com Dionísio.
Uma irmã de Oxatres, filha do primeiro casamento de Dionísio, casou-se com Ptolemeu, sobrinho de Antígono Monoftalmo e general de suas forças no Helesponto.
Dionísio teve dois filhos com Amástris, Clearco e Oxatres, e uma filha com o mesmo nome da mãe.
Quando Dionísio estava quase morrendo, deixou Amástris no governo, como guardiã dos filhos.

## Reinado
Dionísio governou por trinta e dois anos, sendo sucedido por seus filhos Oxatres e Clearco.
A cidade prosperou, pois Antígono protegeu os interesses dos filhos de Dionísio e seus cidadãos. Quando os interesses de Antígono se voltaram para outros assuntos, Lisímaco tomou conta de Heracleia, casando-se com Amástris, por quem ele era muito apaixonado. Lisímaco deixou Amástris governar Heracleia, porém mais tarde largou-a por Arsínoe, filha  de Ptolemeu Filadelfo.
Quando Clearco tornou-se adulto, assumiu o governo da cidade, mantendo-se como aliado a Lisímaco. Quando Lisímaco lutou contra os getas, Clearco estava com ele, e foi capturado junto de Lisímaco.
Clearco e Oxartes foram colocados no governo de Heracleia, mas não seguiram os passos do seu pai, cometendo vários crimes, inclusive o assassinato da própria mãe, Amástris, morta no mar quando seu barco afundou.
Lisímaco, agora rei da Macedónia, ainda tinha afeição por Amástris, veio a Heracleia como que para confirmar a sucessão, e executou os dois irmãos, primeiro Clearco e depois Oxartes, levando os tesouros e restabelecendo a democracia.

## Consequências
Arsínoe, esposa de Lisímaco, acabou recebendo Heracleia como presente, e colocou Heráclides de Cime como governador da cidade.